# قسم إبراهيم أباد الريفي (مقاطعة بوئين زهرا)
قسم إبراهیم أباد الريفي (بالفارسية: دهستان ابراهیم‌آباد) هي منطقة ريفية تقع في إيران في ناحية رامند. يقدر عدد سكانها بـ 4,028 نسمة .